# Belnaftachim

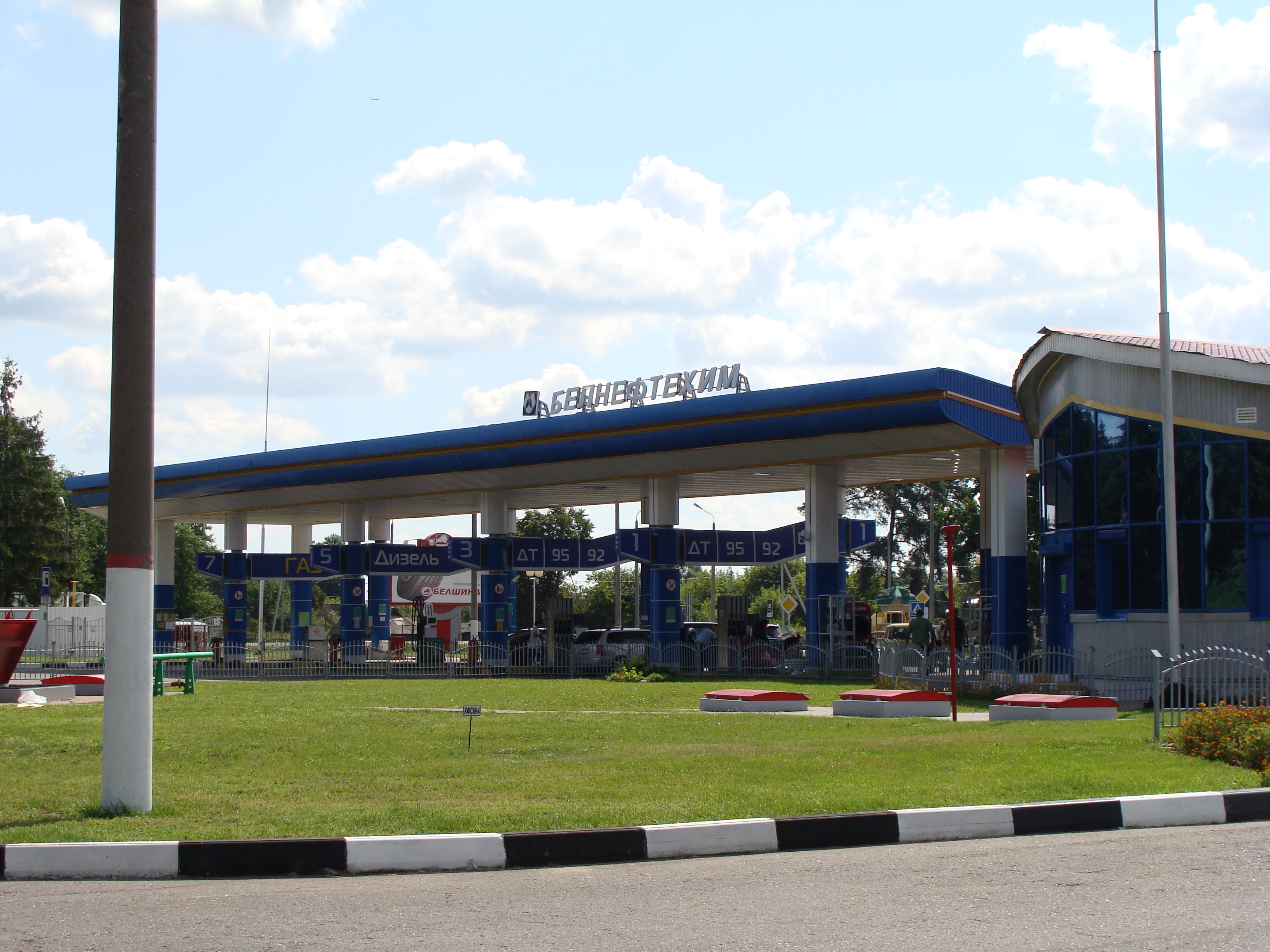
Eine belarussische Tankstelle von Belnaftachim

Belnaftachim (belarussisch Белнафтахім, russisch Белнефтехим) ist ein belarussisches Staatsunternehmen mit Hauptsitz in Minsk. Der Mischkonzern bezeichnet sich selbst als „Belarussischer Staatskonzern für Öl und Chemie“ und ist durch seine Aktivitäten in der Öl- und Gasförderung, dem Raffinerie- und Pipelinebetrieb, der Petrochemie, sowie der Herstellung von Synthetikfasern, Düngemitteln und Reifen nach eigenen Angaben eines der größten Industriekonglomerate der Republik Belarus. Belnaftachim exportiert über 70 % seiner petrochemischen Produktion und vertreibt seine Produkte in über 90 Ländern. Für die operative Produktion innerhalb des Konzerns sind hauptsächlich besser bekannte Tochtergesellschaften verantwortlich. Zu den diversen Tochtergesellschaften des Konzerns zählt unter anderem der Reifenproduzent Belshina, der Düngemittelhersteller Grodno Azot, das Erdölunternehmen Belorusneft und der Pipelinebetreiber Gomel Transneft, der den belarussischen Teil der Erdölleitung Freundschaft unterhält. Der Düngemittelproduzent Belaruskali wurde 2014 aus dem Belnaftachim-Konglomerat ausgegliedert. Zum Belnaftachim-Konzern gehören zwei große Erdölraffinerien in Masyr und Nawapolazk.
Der Congressional Research Service befand 2013, dass Belnaftachim mit seinen Tochtergesellschaften für 35 % aller belarussischen Exporte und für über 30 % der belarussischen Industrieproduktion verantwortlich ist.
Im April 2019 musste der Betrieb von Belnaftachim-Raffinerien teilweise um 50 % gedrosselt werden, da die russischen Öllieferungen über die Druschba-Pipeline zu hohe Chlorid-Werte aufwiesen. Das minderwertige Öl konnte nicht direkt weiterverarbeitet werden, da eine Schädigung der Weiterverarbeitungsanlagen befürchtet wurde.

## Sanktionen
Belnaftachim ist seit 2007 auf der Liste der Specially Designated Nationals and Blocked Persons, aber von 2015 bis 2021 wurden die Sanktionen dagegen ausgesetzt. Die Tochtergesellschaft von Belnaftachim „BNK Ltd.“ wird im Vereinigten Königreich seit Juni 2021 sanktioniert, da ein begründeter Verdacht bestand, dass das Unternehmen von Aljaksandr Lukaschenka kontrolliert wird, der für schwere Menschenrechtsverletzungen in Belarus verantwortlich sei. Am 9. August 2021 wurde Andrei Rybakow, CEO von Belnaftachim, in die US-Sanktionsliste aufgenommen.
2022 verhängten Kanada und die Ukraine Sanktionen gegen Belnaftachim.
Im August 2023 wurde der Konzern von der Europäischen Union auf die schwarze Liste gesetzt. Im selben Monat schlossen sich die Schweiz, Nordmazedonien, Montenegro, Albanien, die Ukraine, Bosnien und Herzegowina, Island, Liechtenstein und Norwegen diesen Sanktionen an.